# Bernhard av Lublin
Bernhard av Lublin (Biernat z Lublina) var en polsk lärare, som 1516 utgav en rimmad översättning av Aisopos fabler med mer eller mindre dolda angrepp på prästerskapet. Boken försågs med ett förord där kyrka och pråästerskap direkt klandrades.